# Montafia
Montafia – miejscowość i gmina we Włoszech, w regionie Piemont, w prowincji Asti.
Według danych na styczeń 2009 gminę zamieszkiwało 986 osób przy gęstości zaludnienia 67,7 os./1 km².